# Wielkie Dąbie
Wielkie Dąbie (niem. Gr. Damm See) – jezioro rynnowe w Polsce położone w województwie zachodniopomorskim, w powiecie drawskim, w gminie Drawsko Pomorskie.
Akwen leży na Pojezierzu Drawskim, około 100 metrów na południowy wschód od wsi Przytoń.